# Átomo (DC Comics)
El Átomo. The Atom en inglés, es un nombre compartido por varios superhéroes de la editorial DC Comics. Hasta el momento ha habido cuatro personajes que han asumido el manto de Atom.
El primer Atom de la Edad Dorada, "Al Pratt", fue creado por Ben Flinton y Bill O'Connor y apareció por primera vez en la publicación All-American Comics #19 (octubre de 1940). El segundo Átomo era el Átomo de la Edad de plata, el profesor Ray Palmer el cual apareció en 1961. El tercer Átomo, Adam Cray, era un presente de menor carácter en historias de "El Escuadrón Suicida". El cuarto Átomo, Ryan Choi, que actualmente posee el manto, debutó en una nueva serie en A New Atom en agosto de 2006.

## Historia

### Al Pratt(Atom I)
El Átomo original, Al Pratt, apareció por primera vez en All-American Comics #19 (octubre de 1940). Él no tenía ningún superpoder inicialmente; en cambio, era un diminuto estudiante de la universidad y después se convirtió en físico, usualmente descrito como un "tipo rudo", un símbolo de todos los pequeños jóvenes que todavía podrían representar una diferencia. Pratt era un miembro fundador de la Sociedad de la Justicia de América. Murió en la lucha contra Extant durante la Hora Cero (Zero Hour).

### Ray Palmer(Atom II)
El Átomo se introdujo durante la Edad de plata de cómics en Showcase #34 (1961), es un físico y es conocido en la universidad como el profesor Ray Palmer. Usando una masa de materia de una estrella enana blanca, creó una lente que le permitió encogerse al tamaño subatómico. Originalmente, su tamaño y las habilidades de densidad moleculares derivaron del material de estrella de enana blanca de su traje, controlado por mecanismos en su cinturón, y después por mandos en las palmas de sus guantes. Mucho después, él ganó los poderes equivalentes innatos dentro de su propio cuerpo. Después de los eventos de Crisis de Identidad, Ray se encogió microscópicamente y desapareció. Encontrarlo se convirtió en un tema importante de la saga Countdown: La búsqueda de Ray Palmer, y los acontecimientos del cruce.

### Adán Cray, (Átomo III)
Adán Cray, hijo del senador Cray asesinado, apareció como Atom en las páginas de Escuadrón Suicida #44 creado por John Ostrander (agosto de 1990). Al principio se creía ampliamente que Cray era Ray Palmer suplantado. Realmente Cray había sido reclutado por el propio Palmer, quién falsificó su muerte para aprehender la Escuadra Micro (un grupo de supervillanos que se habían encogido) así como para recolectar una información que destaparía una cábala gubernamental oscura en el que se estaba interesando por el conocimiento de Palmer de las identidades secretas de los otros héroes.
Mientras Palmer se infiltraría la Escuadra Micro, Cray recogería la atención de la Cábala como el nuevo Atom, para que ningún uno notara que Palmer asumiese la identidad de un miembro caído del Escuadrón Micro. Adán Cray solo corrió con el Escuadrón Suicida un corto rato y sirve como un arma confidencial la mayoría del tiempo, y su existencia era durante algún tiempo incluso desconocida para otros de la Escuadra. Cray igualmente salva a Amanda Waller herida de un grupo de asesinos. En un momento dado, Cray se acerca Deadshot sobre el hecho que Deadshot había asesinado a su padre. Deadshot le dice a Cray que él conseguiría un tiro libre a él. Poco después, en una misión, Cray se empala a través del pecho por Blacksnake, al asesinarle por pensar que al ser un miembro del Escuadrón Micro quién cree ser Palmer.
Después del asesinato de Cray (un movimiento Palmer no había previsto), Palmer se revela y derrota al asesino de Cray. La planes fracasan, pero Palmer explica a la Liga de Justicia que había estado buscándolo después de oír rumores de un nuevo Atom.

### Ryan Choi(The Atom IV)
Ryan Choi ha sido descrito por DC como “un exitoso joven que ha ocupado la mancha que dejó sus predecesor como profesor en la universidad de Ivy Town… y quien inadvertidamente llenó los zapatos heroicos de manera excelente el papel heroico de su predecesor, el Atom anterior” Este nuevo Atom es basado de ahora en adelante por una concesión de un rediseño hecho por Grant Morrison. Este New Atom debutó en DCU:Brave New World, que es una vista previa de próximos proyectos, y entonces aparecía en la serie, The All-New Atom, escrito por Gail Simone.
Nacido en Hong Kong, Ryan era un protegido por mucho tiempo de Ray Palmer después de que le tenía en contacto a través de cartas por tanto tiempo. Después de la desaparición de Palmer, Ryan movió al Pueblo de Ivy Town en América al asumir el lugar de su mentor en el personal de Universidad de Ivy Town. Debido a las pistas dejadas por Palmer, Ryan descubrió un "el bio-cinturón," que según este alega que tiene el poder de encoger o aumentar la densidad como el usado por su predecesor, y se volvió el nuevo Atom, aparentemente con la bendición clara de Palmer. Aunque tomado con el estilo de vida del superhéroe, Ryan es por encima de todo un científico y se acerca muchas de sus aventuras de la perspectiva de descubrimiento científico e investigación.
Ryan se ha encontrado al centro de un conflicto entre las fuerzas de ciencia y la magia. Se ha exigido que los hechos imposibles realizados por Ray Palmer durante su carrera del supe heroica causaran el mismo tejido de realidad para torcerse en la vecindad de Pueblo de Ivy Town y le hacen un nexo de actividad del paranormal. Muchas fiestas, incluso el "Cáncer Dios" antiguo M'Nagalah y los forasteros microscópicos conocidos como "La Espera," consideran a Ryan un jugador importante en la guerra y ha hecho esfuerzos por reclutarle, capturarle, o matarle. Le han aconsejado por entre otros el Pueblo de Ivy Town la Policía en jefe, Liza Warner (Lady Cop).
Como El Átomo, Ryan ha enfrentado numerosos desafíos, incluso el asesino de serie Dwarfstar, encogiéndole a su estricto y desaprobado al padre, seducido, secuestrado, e incluso tragado vivo por la villana que cambia su tamaño, Giganta. A través de él, todos, su ingeniosidad y mente deductiva y su perspicacia le han dado un buen lugar.

#### Countdown y Justice League Cry for Justice
Ryan Choi estuvo envuelto en la búsqueda del paradero del perdido su predecesor, Ray Palmer, viajando en el nuevo Multiverso restaurado junto con Donna Troy, Jason Todd y un monitor al cual se apodaron a "Bob". Literalmente dejó atrás a Nueva Tierra, él se le deja su papel en la dimensión-depósito de alimentación a Kyle Rayner vuelve para defender Pueblo de Ivy Town de una invasión de un monstruo. Después él se lleva a una creencia equivocada que Ray Palmer se ha vuelto un loco egocéntrico, y el propio Ryan puede ser solo un peón de sus fantasías enfadadas. Esto se revela ser una táctica por el némesis viejo de Ray, Chronos, después. El Todos la Nueva serie de Atom acabó con problema 25, cuando Ryan, con un poco de ayuda del Ray Palmer de regreso, puede discernir entre la verdad y las mentiras alimentadas por Chronos y su nuevo ayudante, Lady Chronos, una novia anterior de Ryan se convirtió en criminal. Ryan descubre en el futuro que nunca ese Ray Palmer conoció Choi: en cambio el bio-cinturón era un regalo corrompido de Jia, y el Ray las cartas de Palmer un forjando diestro por Chronos, quiso forzar Ryan en aceptar el manto del Átomo, y tomando el reproche para las amenazas organizando enviaron contra la ciudad. Sin embargo, debido a la habilidad de Ryan en ordenar fuera el enredo, besting los Chronos acoplan y restaurando Hiedra a normalidad, Ray le da finalmente su bendición.
Ray y Ryan después son empleados por Checkmate, cuando sus poderes son necesarios activar el Black Gambit, el plan para transportar a los últimos humanos libres en Earth-0 (New Earth) a otro universo. Ryan expresa su deseo de encontrar una nueva identidad para él, desde Ray, a pesar de darle su bendición más temprano, había reasumido usando su identidad del Atom regularmente. En Liga de Justicia: Cry for Justice #1, se ven Ray y Ryan juntos luchando contra la Polilla Asesina y al final de la batalla ellos dos muestran respeto hacia nosotros, con Ray que le pide a Ryan que continuara usando Atom en honor a Adam Cray, Adán Cray, Escuadrón Suicida #46.

### Los nuevos 52
Aunque Ray Palmer si existe en la nueva continuidad del Universo DC tras lo acontecido en Flashpoint, se le muestra trabajando para S.H.A.D.E. como se le vio en el cómic Frankestein Agente de S.H.A.D.E., se revela que dejó el manto ante Ryan Choi, y que trabaja como asesor científico de S.H.A.D.E., aunque conserva sus habilidades; mientras que Ryan Choi se le ve como científico colaborador en el diseño del cuerpo robótico de Cyborg, y que este si fue miembro de la Liga de la Justicia.
Rhonda Pineda es inicialmente presentada como la nueva Atom en el reinicio del Universo DC, una chica de origen latino que se muestra como estudiante de la Universidad de Ivy Town. Al principio reveló que trabajaba como espía para Amanda Waller en la Justice League, y era conocida como el miembro más importante de la Liga de la Justicia de América de Steve Trevor; al final de la saga la Guerra de la Trinidad es ahí donde revela que realmente ha sido una espía para el Sindicato del Crimen. Venida de la nueva versión de Tierra-3, Rhonda Pineda es la contraparte malvada y versión femenina de The Atom bajo el nombre de Atómica, y a lo largo de las series de Justice League estuvo infiltrada en los equipos de la Liga de la Justicia y Liga de la Justicia de América como topo al servicio de el Sindicato del Crimen en lo que aconteció la Guerra de la Trinidad y Forever Evil.
En las consecuencias de la batalla, Atómica sobrevive a la batalla final contra Mazahs pero muere aplastada por Lex Luthor al haberse descompuesto su cinturón y no poder cambiar de tamaño.

### DC:Renacimiento
Con los acontecimientos posteriores a Convergencia y la muerte de Supermán la versión de la nueva continuidad, y reemplazado por otro Supermán de un universo destruido por el evento antes mencionado, se produjo un retcon iniciado con la iniciativa DC Renacimiento, el profesor Ray Palmer, aparece desaparecido, luego de que sus días como héroe como Atom lo condujo a convertirse en profesor universitario, por lo que lo reemplaza Ryan Choi como el nuevo Atom. Actualmente Choi forma parte de una alineación del equipo de la Liga de la Justicia de América de Batman.

## Otras versiones
Otra versión del Átomo ha sido destacada en historias que abarcan ochenta y tres mil años en el futuro, en el siglo 853, como fue visto en DC Un Millón. Retratado como el sobreviviente de un micro-mundo, él es alojado por la Legión de Justicia Alfa, y tiene la habilidad de dividirse en los seres múltiples. El él se divide más y más y ente más pequeño lo consiga. Esto lo proporciona la habilidad de imitar casi cualquier substancia. Dividiéndose a un tamaño atómico y cambiando su densidad molecular, él fue mostrado para convertirse en oro y oxígeno.
Frank Miller retrató Ray Palmer como un jugador mayor en Batman: The Dark Knight Strikes Again. Él tomado prisionero por Lex Luthor y fue hecho vivir en uno de sus propios platos del petri para un período de meses hasta su rescate por Catgirl. Él era entonces instrumental en la liberación de Kandor.

### Tangent Comics
En Tangent Comics, Atom es Arthur Harrison Thompson, el cual fue sujeto de una radiación que probada en seres humanos. El primer héroe en el horario Tangent Comics, él fue tenido éxito por su hijo de que fue matado por la versión de las Tangent Comics de los cinco fatales, y un nieto nombró a Adán que, en Tangent Comics: El Reino de Supermán, está cautivo sosteniéndose por Supermán.

### Elseworlds
- Alguna otra realidad imaginaria de Atom incluye una apariencia de la Liga de Justicia, una historia que retrata la Liga de Justicia en una historia del tipo El Señor de los Anillos donde el Átomo se reformó como cajero del wizard/fortune llamado Palmer Atom.

- Al Pratt como el Átomo era uno de los tres héroes que escogieron trabajar al lado de Senador Thompson en La Edad Dorada. Cuando Al descubre que ese Thompson realmente es el Extremista-Humanite, él une a los otros héroes contra el bribón y Dyna-man.

- Al Pratt Atom aparecía en JSA: El Impío Tres como el agente de una post-WW2 de inteligencia con carne atómica transparente y un esqueleto visible.

- JLA: Edad de las Maravillas donde Ray Palmer trabajó con un consorcio de la ciencia cuyo numera Thomas Edison incluido y Nikola Tesla en un momento dado.

- JLA: Creado Igual, después de que Ray Palmer se mata en la tormenta cósmica que casi limpia fuera el resto de la población masculina en Tierra, un estudiante graduado nombró Jill Athron se da una concesión de la investigación para estudiar el cinturón de la enana blanca de Palmer. Ella se vuelve Atom y une la Liga de Justicia.

### Multiverso (DC Comics) de 52
En el problema final de 52, un nuevo Multiverso se revela y consiste originalmente en 52 realidades idénticas. Entre las realidades paralelas mostradas es uno designó "Tierra-2". como resultado de Señor Mind al "comerse" los aspectos de esta realidad, asume aspectos visuales similar a la pre-crisis Tierra-2, incluso el Átomo entre otra Sociedad de Justicia de caracteres de América. No se mencionan los nombres de los caracteres y el equipo en el tablero en el que ellos aparecen, pero el Átomo es visualmente similar al Al Pratt Atom. Basada en comentarios por Concesión de Morrison, este universo del alternante no es la pre-crisis Earth-2.
En Countdown #30, los Challengers from Beyond encontró Earth-15, un mundo donde los compañeros habían tenido lugar. En esta Tierra, el Átomo es Jessica Palmer, un genio que graduó de MIT a edad ocho. La Búsqueda para Ray Palmer - el Red Son ofrece el Ray Palmer de Earth-30, un americano capturado por Supermán de una Rusia comunista. Countdown: Arena también pinta el Ray Palmer de Earth-6, quién a través de las circunstancias desconocidas ahora tiene los poderes y título del Ray. La Búsqueda Para Ray Palmer: Superwoman/Batwoman brevemente los rasgos una versión hembra de El Átomo.

## Átomo en Televisión
- Ray Palmer apareció en sus propios episodios de La Hora de Aventuras de Supermán-Aquaman (voz de Pat Harrington, Jr). También aparece con los Súper amigos en La Hora de los SuperAmigos (voz de Wally Burr)

- En el episodio Más Allá de Liga de la Justicia, Átomo es mencionado por Vándalo Salvaje en el futuro, cuando le dice a Supermán cómo le robó tecnología a Ray Palmer para construir una máquina que destruyó el mundo.

- Ray Palmer aparece en los episodios "Corazón Oscuro" y "El Regreso" de la Liga de la Justicia Ilimitada, como un experto en Nanotecnología (voz de John C. McGinley

- La versión de Ryan Choi aparece en la serie Batman: The Brave and the Bold (voz de James Sie). El Átomo ayuda a Batman a detener al hechicero Felix Fausto quien trata de abrir la Caja de Pandora (episodio "Mal bajo el mar"). Reapareció junto a Aquaman para salvar a Batman de un virus en el episodio "Viaje al Centro del Muerciélago". En el episodio "The Siege of Starro! Part One", es afectado por un control mental y muestra la habilidad de crecer a tamaño gigante, lo que usa para evitar que Batman destruya una señal que guía a Starro a la Tierra

- En enero de 2016, se estrenó la serie en la cual este héroe coprotagoniza, una serie spin-off, tanto de Arrow como Flash, llamada Legends of Tomorrow, en donde es protagonizado por Brandon Routh.

### Leyendas de Superhéroes
- Átomo (Ray Palmer) también aparecía en la película para televisión de 1997 Liga de Justicia de América, interpretado por John Kassir.

- Átomo (Al Pratt) parece en el episodio "Justicia Absoluta" en Smallville (interpretado por Glenn Hoffman). En esta versión es un superhéroe en los años 1970s y un profesor de física, que es arrestado durante una protesta estudiantil y vinculado con un crimen de fraude en una misión para acabar con la JSA. Sin embargo, no fue enjuiciado. Dado que la ley está al tanto de su identidad como superhéroe, Pratt se retiró. Como el Doctor Fate dijo más tarde, "El átomo se dividió".

- Ray Palmer también aparece de manera recurrente en la tercera temporada de la serie Arrow, interpretado por Brandon Routh. En esta versión, Palmer es el CEO de Tecnologías Palmer, compra Queen Consolidated y dedica todos sus recursos en construir un traje de alta tecnología con capacidad de vuelo para evitar amenazas como el ataque de los hombres de Slade Wilson (temporada 2). Con el tiempo, desarrolla la tecnología de encogimiento que lo convierten en El Átomo. Esta versión también aparece en el capítulo 18 de The Flash (serie de televisión de 2014). También, desde 2016 es protagonista en Legends of Tomorrow.

## Curiosidades
Henry Pym es la contrapartida Marvel de este héroe